# Cantone di Courville-sur-Eure
Il Cantone di Courville-sur-Eure era una divisione amministrativa dell'arrondissement di Chartres.
A seguito della riforma approvata con decreto del 24 febbraio 2014, che ha avuto attuazione dopo le elezioni dipartimentali del 2015, è stato soppresso.

## Composizione
Comprendeva i comuni di:
- Billancelles
- Chuisnes
- Courville-sur-Eure
- Dangers
- Le Favril
- Fontaine-la-Guyon
- Fruncé
- Landelles
- Mittainvilliers
- Orrouer
- Pontgouin
- Saint-Arnoult-des-Bois
- Saint-Denis-des-Puits
- Saint-Georges-sur-Eure
- Saint-Germain-le-Gaillard
- Saint-Luperce
- Vérigny
- Villebon